# Batczuluuny Batmagnaj
Batczuluuny Batmagnaj, mong. Батчулууны Батмагнай (ur. 23 lipca 1989) – mongolski zapaśnik walczący w stylu wolnym. Zajął czternaste miejsce na mistrzostwach świata w 2021. Piąty na igrzyskach azjatyckich w 2018 i siódmy w 2014. Brązowy medalista w mistrzostw Azji w 2014 i 2016, a także wojskowych w 2014 i akademickich MŚ w 2014. Jedenasty na igrzyskach wojskowych w 2019. Piąty w Pucharze Świata w 2022; szósty w 2016, 2017, 2018 i 2019 roku.